# Independența României
Ne doit pas être confondu avec Independenta Film.
Pour plus de détails, voir Fiche technique et Distribution.
Independența României est un film muet roumain réalisé, coécrit, coproduit, monté et interprété par Aristide Demetriade et sorti à Bucarest en 1912. 
Ce film marque les débuts à l'écran d'Elvire Popesco.

## Fiche technique
- Titre : Independența României
- Réalisation : Aristide Demetriade
- Scénario : Aristide Demetriade, Petre Liciu et Constantin Nottara
- Photographie : Franck Daniau
- Montage : Aristide Demetriade
- Production : Leon Popescu
- Société de production : Societatea Filmului de Arta Leon Popescu
- Pays :  Roumanie
- Genre : Historique et guerre
- Durée : 120 minutes
- Dates de sortie : 
  -  Roumanie : 1er septembre 1912

## Distribution
- Aristide Demetriade : le roi Carol Ier, roi de Roumanie
- Constanta Demetriade : la princesse Elisabeta
- Constantin Nottara : Osman Pacha
- Pepi Machauer : le Tsar Alexandre II de Russie
- Aurel Athanacescu : Plumes de Dinde
- Jeny Metaxa-Doro : Rodica
- Elvire Popesco (sous le nom d'Elvira Popoescu) : une paysanne